# En vivo desde el Teatro Real
En vivo desde el Teatro Real  è il primo album live del chitarrista spagnolo Paco de Lucía.

## Tracce
1. "Alegrías" – 5:15
2. "Tarantas" – 6:04
3. "Granaínas" – 6:22
4. "Zapateado" – 4:19
5. "Soleá" – 5:20
6. "Fandangos" – 4:17
7. "Guajiras" – 4:56
8. "Rumba" – 8:54